# الطاسة (سيناء)
الطاسة هي قرية تتبع مركز القنطرة شرق، في سيناء، تقع أقصى غرب مدينة الحسنة على طريق الإسماعيلية - العوجة وتبعد عن مدينة الإسماعيلية حوالي 36 كم، وعن الجفجافة حوالي 55 كم.

## التاريخ
أصبحت الطاسة موقعاً لمعسكر إسرائيلي بعد حرب 67 وعند اندلاع حرب أكتوبر تعرض المعسكر الإسرائيلي لهجوم من الطيران المصري خلال الضربة الجوية الافتتاحية للحرب، كما جرى استهدافه بصواريخ كيلت وفروغ. خدم معسكر الطاسة خلال الحرب كمقر للواء 14 مدرع الإسرائيلي ومقر للجنرال أرئيل شارون قائد الفرقة 143.
انسحبت إسرائيل من الطاسة في 1978.